# Ricardo Blanco
Ricardo José Blanco Mora (ur. 12 maja 1989 w Alajueli) – kostarykański piłkarz występujący na pozycji prawego obrońcy lub pomocnika, reprezentant Kostaryki, od 2018 roku zawodnik Deportivo Saprissa.